# Vigne à Farinet
La vigne à Farinet est la plus petite vigne cadastrée du monde, nommée d'après Joseph-Samuel Farinet (1845-1880), contrebandier et faux-monnayeur  des États de Savoie, parfois appelé le Robin des Bois suisse.

## Caractéristiques
Située à Saillon, dans le canton du Valais, en Suisse, ses 3 ceps produisent quelques décilitres de moût, qu’on assemble à une bonne cuvée offerte par l’un ou l’autre propriétaire-encaveur afin de produire 1 000 bouteilles numérotées, vendues au profit d’une œuvre en faveur de l’enfance déshéritée. Avec trois ceps pour une superficie de 1,618 m2 (nombre d’or), la vigne à Farinet est la plus petite vigne cadastrée du monde,,.

## Histoire
Chaque année des personnalités des sports, des arts et de la politique viennent la travailler : on y a vu notamment Hugues Aufray, Jean-Louis Barrault, Barrigue, Gilbert Bécaud, Maurice Béjart, la Cour royale de Belgique, Jane Birkin, Fernande Bochatay, Daniel Brélaz, Claudia Cardinale, Bernadette Chirac, le dalaï-lama, Henri Dès, David Douillet, sœur Emmanuelle, Hans Erni, Léo Ferré, Jacques Gaillot, André Georges, Léonard Gianadda, Emmanuel de Graffenried, Barbara Hendricks, Jean-Louis Jeanmaire, Michèle Laroque, le Lord-maire de Londres, Macha Méril, Danielle Mitterrand, Caroline de Monaco, Roger Moore, le Père Noël, Michel Platini, Ivan Rebroff, Madeleine Renaud, Petre Roman, Tino Rossi, Didier Sandre, Michael Schumacher, Paul-Émile Victor, Lambert Wilson, Zinédine Zidane et bien d’autres, la liste compte plus de 300 noms. Bernard Hinault et Bernard Thévenet ont profité d'un jour de repos du Tour de France 2009 pour s'y rendre à vélo.
L’acteur Jean-Louis Barrault, qui incarna en 1939 Farinet dans L'Or dans la montagne, créa avec Pascal Thurre, Léo Ferré et Gilbert Bécaud la vigne et les Amis de Farinet. 
Le premier propriétaire de la vigne fut l’acteur Jean-Louis Barrault. Elle appartient ensuite, entre 1994 et 1998, à l’abbé Pierre. L'abbé Pierre souhaita revoir cette vigne avant de mourir, et un survol en hélicoptère était prévu avec Bruno Bagnoud, patron d'Air Glaciers, mais le fondateur d'Emmaüs meurt quelques jours auparavant.
C'est en août 1999, à l'occasion d'une visite conjointe à Saillon, que l’abbé Pierre a remis au dalaï-lama la plus petite vigne du monde, dont il est toujours le propriétaire,.

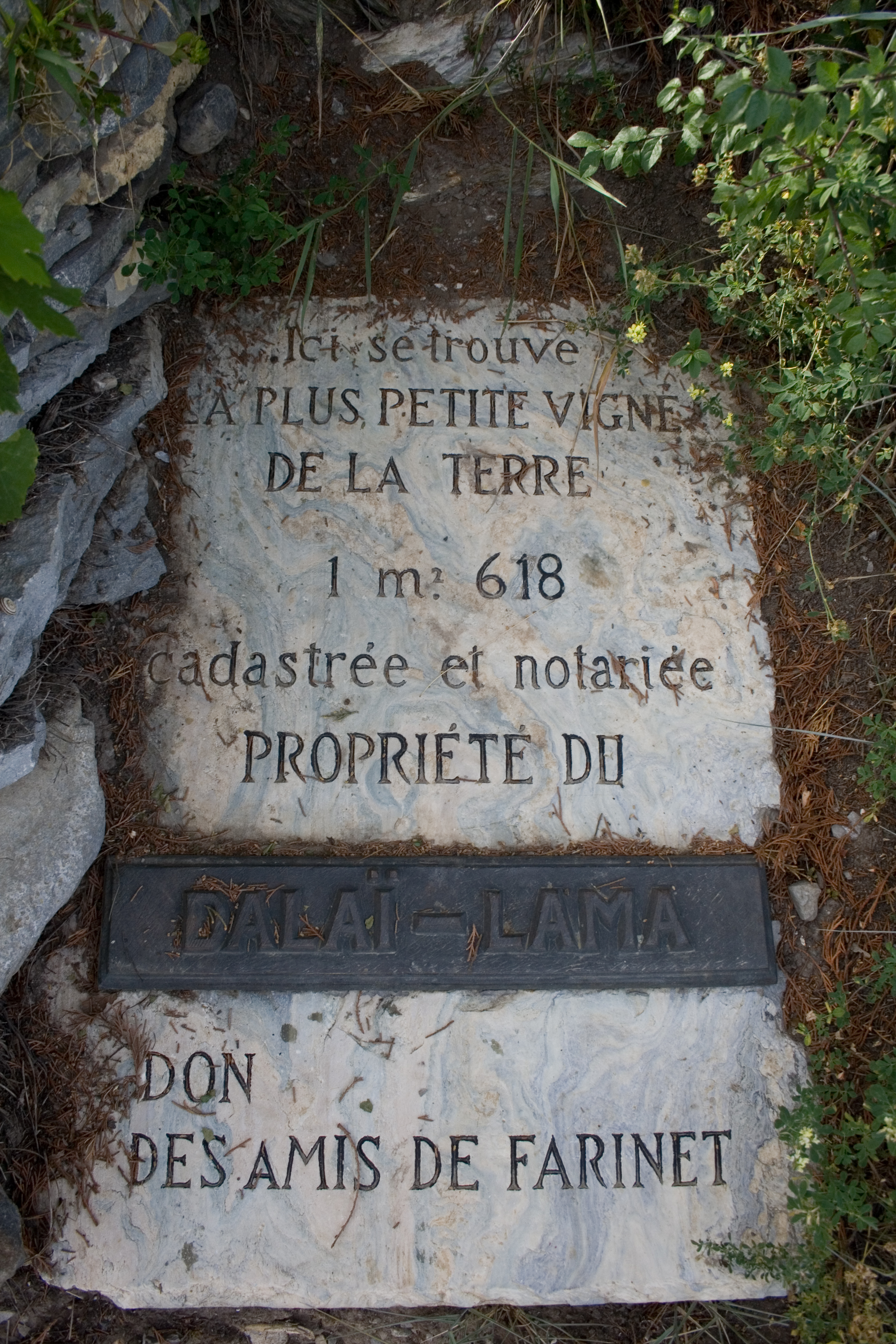
Ici se trouve la plus petite vigne de la Terre, 1.618 m, cadastrée et notariée, propriété du dalaï-lama, don des Amis de Farinet.